# ملاده بوکی
ملاده بوکی (به چکی: Mladé Buky) یک منطقهٔ مسکونی در جمهوری چک است که در منطقه تروتنوف واقع شده‌است. ملاده بوکی ۲٬۲۶۴ نفر جمعیت دارد و ۴۷۶ متر بالاتر از سطح دریا واقع شده‌است.